# Structurele kleur

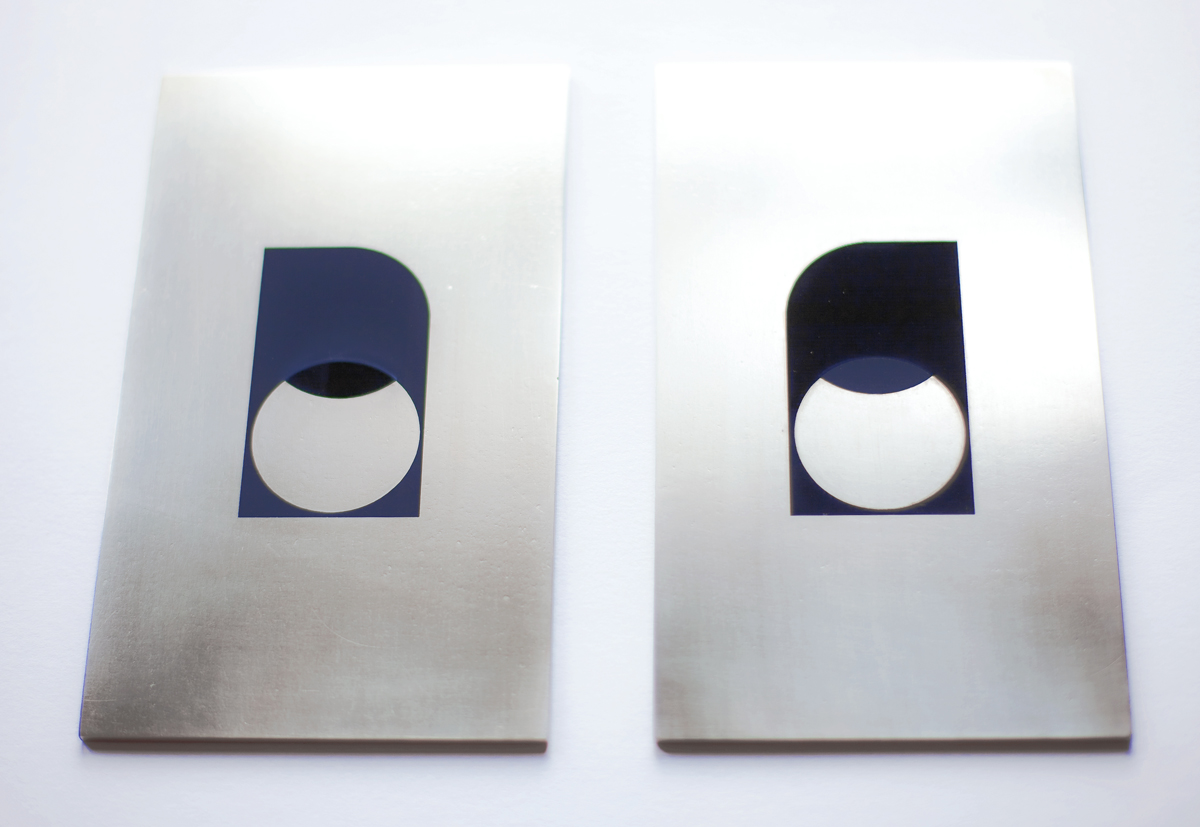
Rubins J. Spaans - first artworks ever with angle-independent structural colors

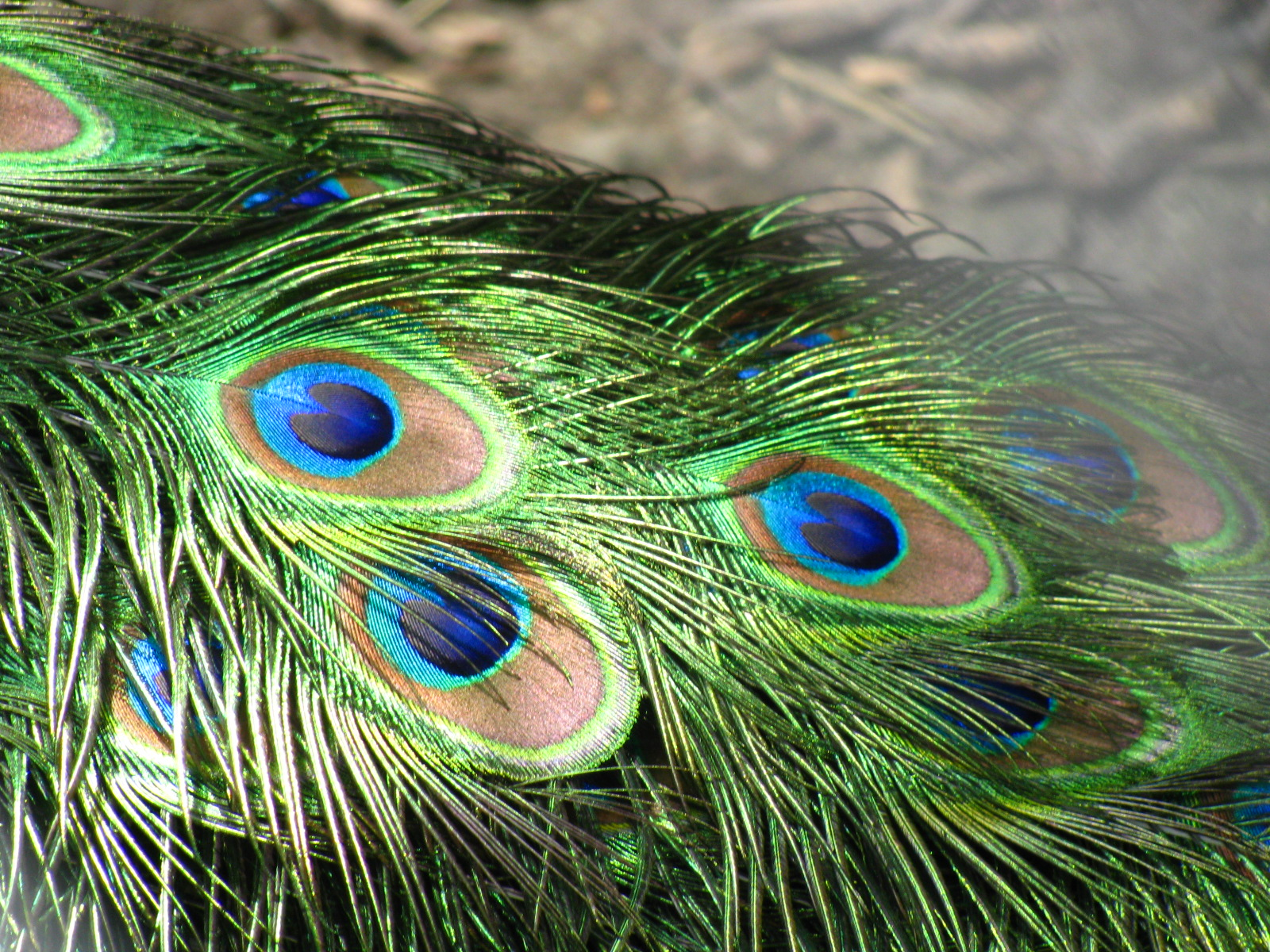
Verendek van een pauw

Bij een structurele kleur is de selectieve weerkaatsing van bepaalde golflengten van licht te danken aan de structuur van de oppervlakte van een materiaal. Het is een methode om licht te manipuleren. Structurele kleuren komen veelvuldig voor in de natuur, zoals bij de pauw en het geslacht van Morpho-vlinders. Het is zo'n 500 miljoen jaar geleden door evolutie ontstaan. Gedurende eeuwen hebben wetenschappers deze kleuren bestudeerd en proberen na te bootsen.
Kijkhoekonafhankelijke structurele kleuren zijn kleuren die niet veranderen naargelang de positie van de waarnemer. De kleur blijft hetzelfde ongeacht de kijkhoek. Dit in tegenstelling tot iriserende kleuren. Kijkhoekonafhankelijke structurele kleuren zijn enorm moeilijk om te maken. Dit is voor het eerst gelukt met de uitvinding van professor Chunlei Guo in 2008.